# 박용규 (신학자)
박용규(朴容奎, 1956년 1월 19일~)는 대한민국의 신학자이자 역사학자로, 총신대학교 신학대학원에서 1991년부터 역사신학 교수로 재직하였으며, 총장직무대행을 하였다. 2021년 2학기를 끝으로 은퇴하여 명예교수가 되었다. 한국장로교신학회 회장을 역임하였고, 또한 현재 한국기독교사연구소 소장을 맡고 있다. 호는 두암(頭巖)이다.

## 생애
두암 박용규(頭巖 朴容奎)는 1956년 1월 19일 경기도 여주군 가남면 삼군리에서 부친 박부석과 모친 유내석 사이에 5남2녀 중 넷째로 태어났다. 부모님은 전형적인 농사꾼이었다. 어머니는 고향에 있는 삼군교회 권사로 신앙생활을 하였고, 할머니와 외할머니도 삼군교회를 섬겼지만, 부친은 말년에 이르러서야 교회에 출석했다. 두암은 유년 시절부터 주일학교에 다니며 교사들이 들려주는 성경 이야기에 심취하여, 그 때의 이야기들이 지금도 선하게 기억된다고 술회하고 있다(신학지남 2020 여름호 p.9).1962년 동리에서 2Km 떨어진 면 소재지에 있는 가남국민학교에 입학하여 공부하다가 5학년 때 신증후군에 걸려 1년 간 휴학한 후 어렵게 졸업하고, 이천읍에 있는 이천중학교에 입학하였으나 신증후군이 다시 재발하여 1년을 쉰 뒤 겨우?중학교를 졸업할 수 있었다. 신증후군은 성균관대학교에 진학 후에도 그를 괴롭혀 학창 시절을 질병과 함께 지냈으나, 이후 하나님께서 건강을 회복해 주셨고, 출석하고 있던 교회의 담임목사의 지도로 1982년 총신대 신학대학원에 진학하였다.그는 총신대 신대원을 이수 한 후, 미국 웨스턴에반제리칼 신학교(Western Evangelical Seminary)의 장학금으로 유학의 길에 올라 M.A 과정을 마치고, 다시 신학석사(Th.M) 과정을 밟기 위해 일리노이 주에 있는 트리니티복음주의신학대학원(Trinity Evangelical Divinity School)으로 옮겨 그곳에서 저명한 마크 놀 박사, 데이비드 F. 웰즈, 우드브릿지 박사, 스위니 박사 등을 만나게 되었고, 그들을 통해 많은 것을 알게 되고 배운 것을 큰 행운으로 생각하고 있다. 총신대 신대원에서 30여년 간 교회사 가르쳐 두암은 10년의 유학생활을 마치고 1991년 2월에 귀국해 그 해 3월 학기부터 자신의 출신학교인 총신대 신대원에서 세계교회사와 한국교회사를 가르치기 시작했다. 2021년 은퇴하였다.

## 학력
- 성균관대학교 (B.A.)
- 총신대학교 신학대학원 (M.Div.)
- Western Evangelical Seminary (M.A.)
- Trinity Evangelical Divinity School (Th.M. , Ph.D.)

## 경력
- Westminster Theological Seminary, Visiting Scholar
- Yale University Divinity School, Visiting Fellow
- 총신대학교 신학대학원 역사신학 교수 (1991 - 2021)
- 한국복음주의역사신학회 회장 역임
- 한국장로교신학회 회장 역임
- 현 한국기독교사연구소 소장

## 수상
- 1994년 『초대교회사』 제1회 신학자 대상.
- 1996년 『죽산 박형룡 박사의 생애와 사상』 한국기독교 출판대상 우수상.
- 2005년『한국기독교회사 1, 2』 총신학술상 최우수상.
- 2006년 『평양대부흥 이야기』 한국기독교출판문화상 국내목회자료부문 최우수상.

## 저작
1. 『한국장로교사상사』 (1992)
2. 『초대교회사』 (1994)
3. 『근대교회사』 (1995)
4. 『죽산 박형룡 박사의 생애와 사상』 (1996)
5. 『한국교회를 깨운 복음주의 운동』 (1998)
6. 『한국교회를 깨운다』 (1998)
7. 『평양대부흥운동』 (2000)
8. 『한국교회와 민족을 살린 평양대부흥이야기』 (2005)
9. 『한국기독교회사 1, 2』 (2004)
10. 『이 땅 부흥케 하소서!』 (공저 2004)
11. 『평양산정현교회』 (2006)
12. 『평양대부흥 이야기』 (2006)
13. 『부흥의 현장을 가다』 (2008)
14. 『제주기독교회사』 (2008)
15. 『안산동산교회이야기』  (2009)
16. 『강규찬과 평양산정현교회』  (2011)
17. 『세계부흥운동사』(2014)
18. 『한국기독교회사 3』 (2018)[3]
19. 『기독교 역사와 역사의식』  (2018)
20. 『성령의 복음』  (2020)[4][5]
21. 『성령의 복음 입문』  (2020)

## 같이 보기
- 한국의 신학자 목록
- 총신대학교